# Internationalization Tag Set
国際化タグセット（英: Internationalization Tag Set; ITS）は、XMLを基盤とした文書の国際化・翻訳・地域化を支援する為のW3C勧告である。

## 来歴
- 2005年1月7日、W3Cが国際化活動を始めると発表した[6][7]。
- 2007年4月3日、ITS第1版がW3C勧告となった[2]。
- 2013年10月29日、第2版がW3C勧告となった[4]。

## 機能
（文書の例も参照）
国際化・地域化にあたって文書の特定部分を翻訳しないなどの規則をXPath式を用いて適用できる。
また（多くはXML名前空間を伴なった）属性を用いて、要素毎に個別の規則を指定することもできる。
その他にも、翻訳者向けに注釈を付けることもできる。
また、国際化・地域化を持たないXMLの拡張語彙群に対して、そのような〔国際化・地域化〕機能を提供することにも用いられる。

## 例
国際化タグセットを組み込んだ文書の例を示す（W3C勧告中の例を改変して引用）。
```
<!DOCTYPE html>

<
html
 
lang
=
"ja"

  
xmlns
=
"http://www.w3.org/1999/xhtml"
>

<
head
>

	
<
meta
 
charset
=
"UTF-8"
/>

	
<
title
>
国際化タグセットの例
</
title
>

	
<
script
 
type
=
"application/its+xml"
>

<
its
:
rules
 
version
=
"2.0"

  
xmlns
:
its
=
"http://www.w3.org/2005/11/its"

  
xmlns
:
h
=
"http://www.w3.org/1999/xhtml"
>

	
<
its
:
translaterule
 
translate
=
"no"
 
selector
=
"//h:code"
/>

<
/its:rules>

	
</
script
>

</
head
>

<
body
>

	
<
p
>
地の文は翻訳されるべきだが，例えば「
<
code
>
main
</
code
>
関数」といった記述などは
	翻訳されるべきではない（機械処理の意味が変わってしまうので）。
	その為に広域規則を用いて
<
code
>
&lt;
code
&gt;
</
code
>
要素を翻訳しないように設定している。
	
<
code
>
&lt;
code
&gt;
</
code
>
要素であっても翻訳すべき場合は
	
<
code
>
&lt;
translate
&gt;
</
code
>
属性に
<
code
>
yes
</
code
>
を指定する。
	例えば: 
<
code
 
translate
=
"yes"
>
警告
</
code
>
など。
	
</
p
>

</
body
>

</
html
>

```

## 脚註